# ケビン・オーミー
ケビン・アーサー・オーミー（Kevin Arthur Ohme , 1971年4月13日 - ）は、アメリカ合衆国フロリダ州パームビーチ出身の元プロ野球選手（投手）。左投左打。

## 経歴
1990年のMLBドラフトでニューヨーク・ヤンキースから35巡目（全体932位）で指名されるもこれを拒否し、その後1993年のMLBドラフトでミネソタ・ツインズから9巡目（全体261位）で指名され入団。
メジャー経験はなく、マイナーでは主に抑えとして活躍、通算22勝24敗22セーブの成績を残す。
1999年に日本ハムファイターズの秋季鴨川キャンプでの入団テストに合格し加入。先発左腕不足のチーム事情からローテーション候補として期待された。
2000年、多彩な変化球を軸に開幕から先発ローテーション入りを果たすが、球威不足と故障のため5月以降は低迷。しかし、前述の先発左腕不足のチーム事情や、シャノン・ウィッテムが故障で投げられずに退団（後に引退）、ラファエル・オレラーノは制球難を全く克服できずに戦力になれなかった助っ人事情もあり、残留となる。
2001年は4月に脾臓疾患の為一軍登録を抹消。その後は療養生活を送っていたが、治癒に時間がかかるとの診断結果から8月13日に解雇となった。
2002年にセントルイス・カージナルスとマイナー契約を結び、AAA級メンフィス・レッドバーズで56試合に登板。
2003年4月14日のミルウォーキー・ブルワーズ戦で待望のメジャーデビューを果たし、シーズン2試合に登板した。またメジャー初打席かつ唯一の打席でヒットを記録し、生涯打率1.000の記録が残っている。この年限りでチームを退団し、現役を引退した。

## 詳細情報

### 年度別投手成績
| 年 度    | 球 団    | 登 板 | 先 発 | 完 投 | 完 封 | 無 四 球 | 勝 利 | 敗 戦 | セ 丨 ブ | ホ 丨 ル ド | 勝 率 | 打 者 | 投 球 回 | 被 安 打 | 被 本 塁 打 | 与 四 球 | 敬 遠 | 与 死 球 | 奪 三 振 | 暴 投 | ボ 丨 ク | 失 点 | 自 責 点 | 防 御 率 | W H I P |
| -------- | -------- | ----- | ----- | ----- | ----- | -------- | ----- | ----- | -------- | ----------- | ----- | ----- | -------- | -------- | ----------- | -------- | ----- | -------- | -------- | ----- | -------- | ----- | -------- | -------- | ------- |
| 2000     | 日本ハム | 12    | 7     | 1     | 0     | 0        | 2     | 3     | 0        | --          | .400  | 212   | 47.0     | 51       | 6           | 24       | 0     | 2        | 29       | 3     | 1        | 27    | 26       | 4.98     | 1.60    |
| 2001     | 日本ハム | 3     | 2     | 0     | 0     | 0        | 0     | 2     | 0        | --          | .000  | 33    | 6.2      | 10       | 2           | 3        | 0     | 0        | 4        | 0     | 0        | 11    | 11       | 14.85    | 1.95    |
| 2003     | STL      | 2     | 0     | 0     | 0     | 0        | 0     | 0     | 0        | 1           | ----  | 17    | 4.1      | 3        | 0           | 1        | 1     | 0        | 2        | 1     | 0        | 0     | 0        | 0.00     | 0.92    |
| NPB：2年 | NPB：2年 | 15    | 9     | 1     | 0     | 0        | 2     | 5     | 0        | --          | .286  | 245   | 53.2     | 61       | 8           | 27       | 0     | 2        | 33       | 3     | 1        | 38    | 37       | 6.20     | 1.64    |
| MLB：1年 | MLB：1年 | 2     | 0     | 0     | 0     | 0        | 0     | 0     | 0        | 1           | ----  | 17    | 4.1      | 3        | 0           | 1        | 1     | 0        | 2        | 1     | 0        | 0     | 0        | 0.00     | 0.92    |

### 記録
NPB
- 初登板・初先発・初勝利：2000年4月5日、対オリックス・ブルーウェーブ1回戦（東京ドーム）、7回1/3を4失点
- 初奪三振：同上、3回表に塩崎真から
- 初完投：2000年5月5日、対西武ライオンズ6回戦（西武ドーム）、8回4失点で敗戦投手

### 背番号
- 27 （2000年 - 2001年）
- 43 （2003年）